# 가토 마사루
가토 마사루(일본어: 加藤 大, 1991년 5월 7일 ~ )는 일본의 축구 선수이다. 현재 J2리그의 V-파렌 나가사키에서 뛰고 있다.

## 구단 경력
그는 2010년부터 J리그의 알비렉스 니가타, 에히메 FC, 아비스파 후쿠오카, V-파렌 나가사키에서 뛰었다.